# Білімович Антон Дмитрович
Білімович Антон Дмитрович (нар. 20 червня 1879 — пом. 17 вересня 1970) — український та югославський математик, механік. Ректор Новоросійського університету (сьогодні — Одеський національний університет імені І. І. Мечникова) (1917—1919). Приват-доцент; професор; член-кореспондент (1925), дійсний член (1936) Сербської Академії наук та мистецтв. Брат економіста Олександра Білімовича.

## Біографія
Народився у родині військового лікаря у Житомирі. В 1896 р. з відзнакою закінчив Київський кадетський корпус. Готуючись до військової кар'єри, А. Д. Білімович продовжує навчання у Миколаївському інженерному училищі в Петербурзі, але потім вирішує перейти до університету. Для цього він склав іспити з латинської та грецької мов і вступає на математичне відділення фізико-математичного факультету Київського університету.
У 1903 р. закінчує Київський університет з дипломом першого ступеня і золотою медаллю за роботу «Применение геометрических производных к теории кривых и поверхностей», видруковану пізніше (1907). Тут він стає учнем відомих механіків К. Г. Суслова та П. В. Воронця. Після закінчення університету його було залишено як стипендіата та позаштатного асистента кафедри теоретичної і прикладної механіки. Отримав у 1907 р. звання приват-доцент кафедри теоретичної і прикладної механіки Київського університету. У 1912 р. захистив у Київському університеті магістерську дисертацію «Уравнения движения для консервативных систем и их приложения».  
З 1915 р. — ординарний професор кафедри прикладної математики Новоросійського університету (Одеса), У березні 1917 р. він стає першим демократично обраним ректором Новоросійського університету, відпрацювавши на цій посаді до квітня 1919 р. й з вересня по листопад цього ж року.
У 1919 р., перебуваючи попечителем Одеського учбового округу, викладав теоретичну механіку на Вищих жіночих курсах. У цьому ж році він представив до Ради університету частково надруковану монографію «Соприкасательные движения твердого тела» як докторську дисертацію, але захистити її не встиг.
У січні 1920 р. залишив Одесу і невдовзі знайшов притулок у Сербії. 20 квітня 1920 р. він почав працювати за контрактом, а з 3 листопада 1926 р. штатним ординарним професором прикладної математики на філософському факультеті Белградського університету. Був одним із фундаторів Російського академічного гуртка в Югославії (1920), Математичного інституту Сербської АН (1946), Югославського товариства механіків (на з'їзді товариства у 1964 р. був обраний його почесним головою).
Помер у Белграді 17 вересня 1970 р.

## Наукова діяльність
Математик, механік, наукові інтереси в галузі аналітичної механіки. Вступивши до Київського фізико-математичного товариства, А. Д. Білімович став його секретарем. У цей час вийшла друком його перша наукова публікація «Элементарное построение Штейнеровского эллипса». На засіданнях фізико-математичного товариства доповідав свої математичні роботи, які відносилися до диференційної геометрії. Обійнявши посаду приват-доцента кафедри теоретичної і прикладної механіки Київського університету у 1907 р., читав курс лекцій «Малые колебания» й проводив практичні заняття з аналітичної механіки.
У квітні 1915 р. став ординарним професором кафедри прикладної математики Новоросійського університету. На цій посаді він читає базовий курс теоретичної механіки, додаткові розділи динаміки твердого тіла, теорію пружності, а також спецкурси з інтегрування рівнянь механіки і з теорії аероплана. Одночасно очолює механічну майстерню університету і кабінет механіки (1915—1917), продовжує наукову роботу в галузі аналітичної механіки.
Після смерті О. М. Ляпунова 3 листопада 1918 р.  очолив комісію по збереженню, обробці та підготовці до друку робіт академіка, завдячуючи чому був збережений його рукопис «О некоторых фигурах равновесия вращающейся жидкости».
У січні 1920 р. залишив Одесу і невдовзі знайшов притулок у Сербії, де створив велику наукову школу з аналітичної механіки. Йому також належить заслуга створення у Сербії (у 1920—1960 рр.) низки наукових об'єднань та інститутів, участь у видавничій діяльності співвітчизників-емігрантів: Російського академічного гуртка (квітень 1920 р.), Російського наукового інституту, двох видань «Материалов для библиографии русских научных трудов за рубежом», Математичного інституту Сербської Академії наук, відкриття якого відбулося у травні 1946 р. У 1949 р. вийшов друком перший том «Трудов Математического института Сербской Академии наук». Саме у цьому виданні протягом кількох років А. Д. Білімович друкував свої праці, включаючи спогади «Ляпунов в Одессе» (1956 р.). Крім того він був одним із фундаторів Югославського товариства механіків, а на з'їзді товариства у 1964 р. був обраний його почесним головою.
Наукова діяльність була відзначена обранням його 18 лютого 1925 р. членом-кореспондентом, а 17 лютого 1936 р. дійсним членом Сербської Академії наук та мистецтв.

## Наукові праці
- Геометрические дифференциалы в теории поверхностей / А. Д. Билимович. — Киев, 1905. — 13 с.
- Уравнения движения для неконсервативных систем с линейными интегралами / А. Д. Билимович. — Киев, 1910. — 21 с.
- Уравнения движения для неконсервативных систем с линейными интегралами / А. Д. Билимович // Изв. Киев. ун-та. — 1910. — Т. 50, № 10. — С. 23-43.
- Уравнения движения для консервативных систем и их приложения / А. Д. Билимович. — Киев, 1912. — VIII, 160 с.
- К учению о траектории неголономной системы // Зап. имп. Новорос. ун-та, Физ.-мат. фак. — 1916. — Вып.10. — С. 57.
- К вопросу об основах механики / А. Д. Билимович // Русская мысль. — 1917. — Нояб.-дек. — 83 с.
- Соприкасательные движения твердого тела / А. Д. Билимович. — Одесса: Техник, 1919. — Т. 1, ч. 1 : Движение с одной степенью свободы. — 11, 335 с.